# فیسرس‌هوک
فیسرس‌هوک (به هلندی: Visschershoek) یک منطقهٔ مسکونی در هلند است که در خوری-افرفلاکی واقع شده‌است.